# Свободное падение (фильм, 2013)
«Свободное падение» (нем. Freier Fall) — дебютный фильм-драма немецкого режиссёра Штефана Лаканта. Премьера фильма состоялась в феврале 2013 года в рамках фестиваля Берлинале в категории «Перспективное немецкое кино». В июне того же года фильм был представлен на Международном ЛГБТ-кинофестивале в Сан-Франциско, картина получила в основном положительные отзывы.
Саундтрек к фильму был записан музыкальным дуэтом Dürbeck & Dohmen и выпущен в один день с его выходом в прокат в кинотеатрах Германии, который начался 23 мая 2013 года. Кассовые сборы составили 599 721 долларов.

## Сюжет
Фильм рассказывает о молодом полицейском Марке, который на курсах повышения квалификации знакомится с другим полицейским Каем. Кай — гей, а Марк — гетеросексуал, живущий в длительных отношениях со своей подругой Беттиной. Неожиданно для себя Марк понимает, что между ним и Каем возникает нечто большее, чем дружба. Он борется со своими чувствами к Каю и с гомофобными коллегами-полицейскими.
Газета Die Zeit сравнивает фильм с оскароносной «Горбатой горой» и в то же время отмечает, что фильм не предназначен исключительно для ЛГБТ-аудитории и рассчитан на широкие слои зрителей.

## В ролях
- Ханно Коффлер — Марк Боргман
- Макс Римельт — Кай Энгель
- Катарина Шюттлер — Беттина Бишоф
- Аттила Борлан — Вернер Брандт
- Стефани Шёнфельд — Клавдия Рихтер
- Оливер Брёкер — Франк Рихтер
- Луис Лампрехт — Вольфганг Боргман
- Марен Кройман — Инге Боргман
- Женя Лочер — Грегор Лимпински
- Бритта Шаммельштайн — Бритт Ребманн
- Хорст Кребс — Бернд Эйден
- Вилмар Бири — Лотар Бишоф
- Самуэль Щнепф — Бенно Бишоф

## Саундтрек
| Оценки критиков | Оценки критиков                                                          |
| Источник        | Оценка                                                                   |
| --------------- | ------------------------------------------------------------------------ |
| eMusic          | 5 из 5 звёзд · 5 из 5 звёзд · 5 из 5 звёзд · 5 из 5 звёзд · 5 из 5 звёзд |
| Google Play     | 5 из 5 звёзд · 5 из 5 звёзд · 5 из 5 звёзд · 5 из 5 звёзд · 5 из 5 звёзд |
| iTunes Germany  | 5 из 5 звёзд · 5 из 5 звёзд · 5 из 5 звёзд · 5 из 5 звёзд · 5 из 5 звёзд |

Free Fall: Original Soundtrack был создан музыкальным дуэтом Dürbeck & Dohmen и выпущен под лейблами MovieScore Media и AWAL 21 мая 2013 года.
| №   | Название                                   | Длительность |
| --- | ------------------------------------------ | ------------ |
| 1.  | «Wrong Turn»                               | 2:32         |
| 2.  | «Smoking Weed»                             | 2:16         |
| 3.  | «Under the Shower»                         | 1:34         |
| 4.  | «Mark Kissed Kay»                          | 1:27         |
| 5.  | «Nightswimming»                            | 3:19         |
| 6.  | «Run Away»                                 | 1:28         |
| 7.  | «Keep Breathing Evenly, Pussy!»            | 1:39         |
| 8.  | «In the Elevator»                          | 2:13         |
| 9.  | «The Woods: Love»                          | 2:47         |
| 10. | «The Woods: Running»                       | 2:29         |
| 11. | «At the Doorstep»                          | 2:47         |
| 12. | «Police Operation Aftermath»               | 2:50         |
| 13. | «Abandoned Apartment»                      | 2:23         |
| 14. | «Under the Shower II»                      | 2:51         |
| 15. | «Heading Home»                             | 1:29         |
| 16. | «Back on the Track (Theme of «Free Fall»)» | 1:44         |